# Henri Schlitz
Henri Schlitz (Forêt, 15 januari 1930 - Luik, 10 december 2002) was een Belgisch politicus en burgemeester voor de PS.

## Biografie
Als licentiaat in de sociale wetenschappen aan de Universiteit van Luik werd Schlitz onderzoeker aan de universiteit en was er later gedelegeerd administrateur. In de winter van 1960-1961 nam hij deel aan de stakingen tegen de Eenheidswet.
Voor de toenmalige PSB werd hij in 1958 verkozen tot gemeenteraadslid van Angleur, waar hij van 1965 tot 1976 schepen was. Na de fusie met Luik was hij van 1977 tot 1994 gemeenteraadslid van de stad, waar hij van 1977 tot 1988 schepen van Economische Zaken en van 1989 tot 1991 schepen van Openbare Werken was. Van 1991 tot 1994 was hij burgemeester van de stad in opvolging van Edouard Close, die na een financieel schandaal moest aftreden als burgemeester.
In maart 1976 volgde hij Servais Thomas op in de Senaat, als provinciaal senator voor Luik. Hij zetelde hierdoor ook in de voorlopige Waalse Gewestraad. Nadat hij in januari 1977 schepen van Luik werd, verliet hij de Senaat.
Schlitz was van 1992 tot 1998 voorzitter van Liege Airport.
Hij is de grootvader van Ecolo-politica Sarah Schlitz.